# DJ RINA
DJ RINA（ディージェイ・リナ、1988年4月25日 - ）は、日本のDJ。宮城県仙台市出身。

## 来歴
17歳からDJを始める。2015年にはRed Bull 3Styleの大会に参加し2017年に女性DJ初のチャンピオンとなる。2018年からヤングラップバトル 〜Bring the Beat!〜のDJを第１回から務める。

## ディスコグラフィー
- READY TO PARTY!
- THE BEST OF COLLECTION Mixed by DJ RINA
- RINA’S CAFE～90’S&Classic MIX～mixed by DJ RINA